# Meng Huo

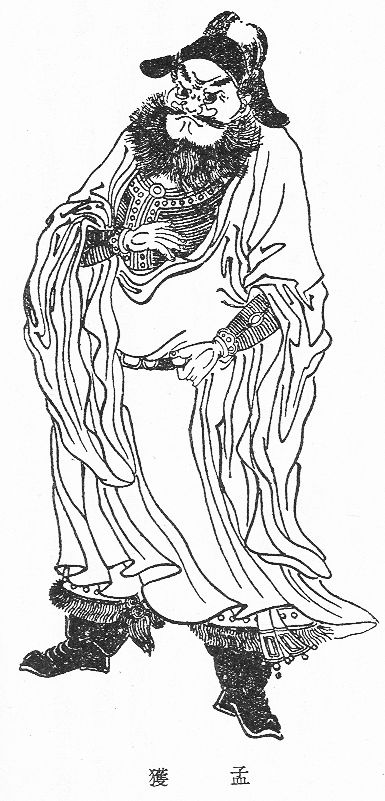
Meng Huo. Illustration aus einer Qing-Ausgabe der Geschichte der Drei Reiche.

Meng Huo (chinesisch 孟獲), König der Nanman, war ein Anführer der Stämme in der Nanzhong-Region zur Zeit der Drei Reiche in China (220–280).
Im klassischen Roman Die Geschichte der drei Reiche von Luo Guanzhong, der die Ereignisse der Zeit der Drei Reiche romantisch verklärend beschreibt, wird berichtet, dass er in verschiedene kleinere Kämpfe mit dem Reich Shu Han involviert war. Als die Reiche von Wu und Wei sich darauf konzentrierten gegeneinander zu kämpfen, nutzte der Kanzler des Reiches Shu, Zhuge Liang, die Gelegenheit um einen Feldzug gegen die Nanman zu führen. Nachdem Meng Huo von Zhuge insgesamt siebenmal gefangen genommen und wieder freigelassen worden war, ergab er sich und schwor Shu Treue. Zhuge hatte nun den Rücken frei und begann eine Reihe von Feldzügen gegen das Reich Wei.
Meng Huo war mit Zhu Rong verheiratet, die eine Abstammung vom Gott des Feuers für sich in Anspruch nahm.
In der offiziellen Geschichtsschreibung gilt Meng Huo nicht als Angehöriger der Nanman (wörtlich übersetzt „südliche Barbaren“), sondern als Han-Chinese. 
Des Weiteren ist Meng Huo das Vorbild für den gleichnamigen Charakter in der Videospielserie Dynasty Warriors aus dem Hause Koei.